# Daniel de Priézac
Daniel de Priézac (Limusino, 1590 — maio de 1662) foi um jurista e académico francês. Autor de obras de controvérsia religiosa e de discursos políticos, ele entrou como membro da Academia Francesa em 1639.